# Vanessa Susanna
Vanessa Susanna (Tilburg, 29 juli 1997) is een Nederlands profvoetbalster van Arubaanse afkomst die met ingang van het seizoen 2022/2023 uitkomt voor de ADO Den Haag.

## Carrière
Susanna maakte in de zomer van 2015 de overstap van SV Saestum naar PSV om te gaan spelen in de Eredivisie voor vrouwen. Op 1 juli 2018 verruilde zij PSV voor RSC Anderlecht. In 2019 maakte ze de overstap naar de FA Women's Championship club London City Lionesses en in 2020 stapte ze over naar SSD Hellas Verona om te spelen in de Serie A. Na een seizoen in België bij KAA Gent, keerde Susanne terug in Nederland bij ADO Den Haag. De club uit de Hofstad maakte aan het eind van het seizoen 2023/24 bekend dat ze de club ging verlaten. Na een lang revalidatietraject door een blessure keerde Susanna in het seizoen 2024/25 terug bij de Hagenezen.

## Statistieken
| Seizoen   | Club                  | Land      | Competitie              | Wedstrijden | Doelpunten |
| --------- | --------------------- | --------- | ----------------------- | ----------- | ---------- |
| 2015/2016 | PSV                   | Nederland | Eredivisie              | 16          | 3          |
| 2016/2017 | PSV                   | Nederland | Eredivisie              | 22          | 7          |
| 2017/2018 | PSV                   | Nederland | Eredivisie              | 8           | 4          |
| 2018/2019 | RSC Anderlecht        | BEL       | Super League            | 2           | 0          |
| 2019/2020 | London City Lionesses | ENG       | FA Women's Championship | 11          | 3          |
| 2020/2021 | Hellas Verona         | Italië    | Serie A                 | 14          | 1          |
| 2022-2023 | ADO Den Haag          | Nederland | Vrouwen Eredivisie      | 7           | 1          |
| 2023-2024 | ADO Den Haag          | Nederland | Vrouwen Eredivisie      | 15          | 0          |
| 2024-2025 | ADO Den Haag          | Nederland | Vrouwen Eredivisie      | 4           | 0          |

Bijgewerkt tot 20 juni 2025
1 Lorsheijd ·
2 Vonk ·
3 Noordermeer ·
4 Pijnacker Hordijk ·
5 Nelemans ·
6 Raaijmakers  ·
7 Van Raay ·
8 Van den Goorbergh ·
9 Loonen ·
10 Van Oosten ·
11 Viehoff ·
14 Remmers ·
15 Van den Ende ·
16 Grimmius ·
18 Glotzbach ·
19 Boerboom ·
20 Van Mierlo ·
21 Burgers ·
23 Dupon ·
24 Van Egmond ·
35 Bol ·
Coach: Glotzbach
Assistent-coach: Van Tol